# 渡邊淳也
渡邊 淳也（わたなべ じゅんや、1967年 - ）は、日本のフランス語学者、東京大学教授。

## 人物・来歴
1967年大阪府大阪市生まれ。1992年筑波大学第一学群人文学類卒業。1997年同大学院博士課程文芸・言語研究科退学。2003年「フランス語における証拠性の意味論」で博士（言語学）。1997年から1999年パリの社会科学高等研究院に留学。2000年玉川大学文学部専任講師となる。2006年筑波大学人文社会科学研究科助教授、2007年准教授を経て、2022年東京大学総合文化研究科教授。

## 著書

### 単著
- 『フランス語における証拠性の意味論』早美出版社 2004
- 『明快フランス語文法』早美出版社 2011
- 『コルシカ語基本文法』早美出版社 2017
- 『中級フランス語　叙法の謎を解く』白水社 2018

### 共著
- 『フランス語学概説』髭郁彦, 川島浩一郎共著 三恵社 2008
- 『フランス語学概論』髭郁彦, 川島浩一郎共著 駿河台出版社 2010
- 『フランス語学小事典』髭郁彦, 川島浩一郎共編著, 安西記世子, 小倉博行, 酒井智宏著 駿河台出版社 2011

### 翻訳
- ジョルジュ・パラント『個人と社会の対立関係』三恵社 2005
- マリ＝ジョゼ・ダルベラ＝ステファナッジ『コルシカ語』白水社 2020

## 論文
- 渡邊淳也